# Туманность де Мерана
M 43 (Messier 43, Мессье 43, другое обозначение — NGC 1982) — эмиссионная туманность в созвездии Орион. Является областью ионизированного водорода, где происходят процессы активного звездообразования.
- Тип туманности: E+R (отражение и излучение)
- Видимость составляет: eB(Экстремально яркая)
- Яркость (по шкале Линдса): 1 (самая яркая)
- Цвет: R (красная)
- Освещающая звезда: Hd 37061
- Спектральный тип освещающей звезды: B1V

## Наблюдения

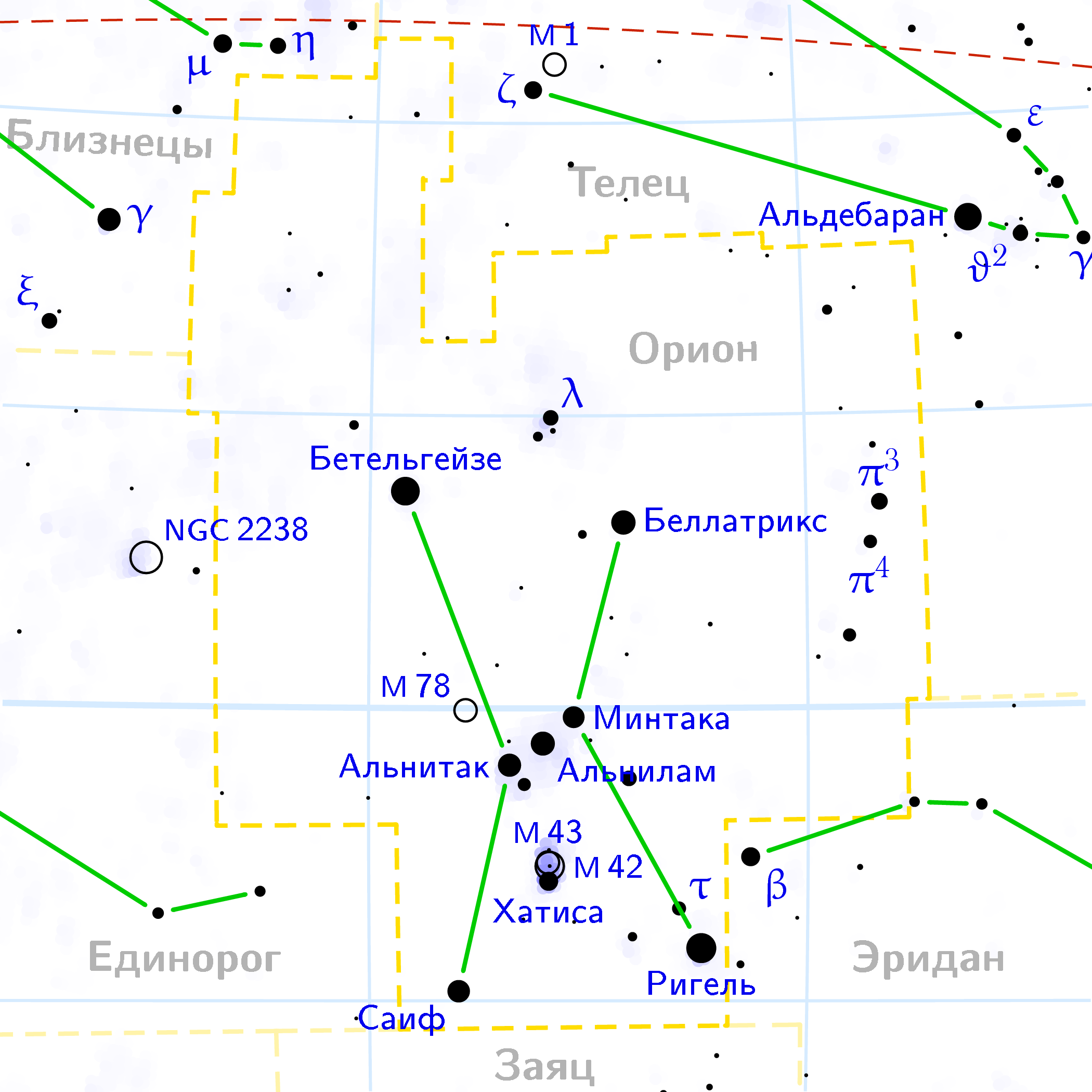
M 42/M 43 — «Большая Туманность Ориона»

M 43 — часть «Большой Туманности Ориона» одного из известнейших объектов дальнего космоса. Лучший сезон для наблюдений — зима. Основная туманность на хорошем небе заметна невооруженным глазом как нерезкость звезды θ Ориона — средней в так называемом «мече Ориона» (ι,θ и 45 Ori). В хороший бинокль М43 уже может быть замечена в виде отдельной детали к северу от основной массы туманности Ориона.
В средний по апертуре телескоп (диаметром объектива 100—150 мм) на чёрном загородном небе видно как «запятая» этой компактной диффузной туманности отделена от M 42 контрастным чёрным провалом шириной в несколько угловых минут. В центре туманности светится переменной яркости звезда NU Ori (6.5-7.6m). Большая апертура дает возможность увидеть разницу в контрасте восточного и западного краев M 43. Восточный — резкий и контрастный, но за чёрной ограничивающей его полосой можно заметить неяркое продолжение туманности дальше на восток.
Интересно, что M 43 и M 42 по-разному реагируют на так называемые «дипскай»-фильтры. По сравнению с M 42, M 43 не так отзывчива на применение UHC и OIII, а вот Hβ-фильтр заметно помогает усилить её контраст.

#### Соседи по небу из каталога Мессье

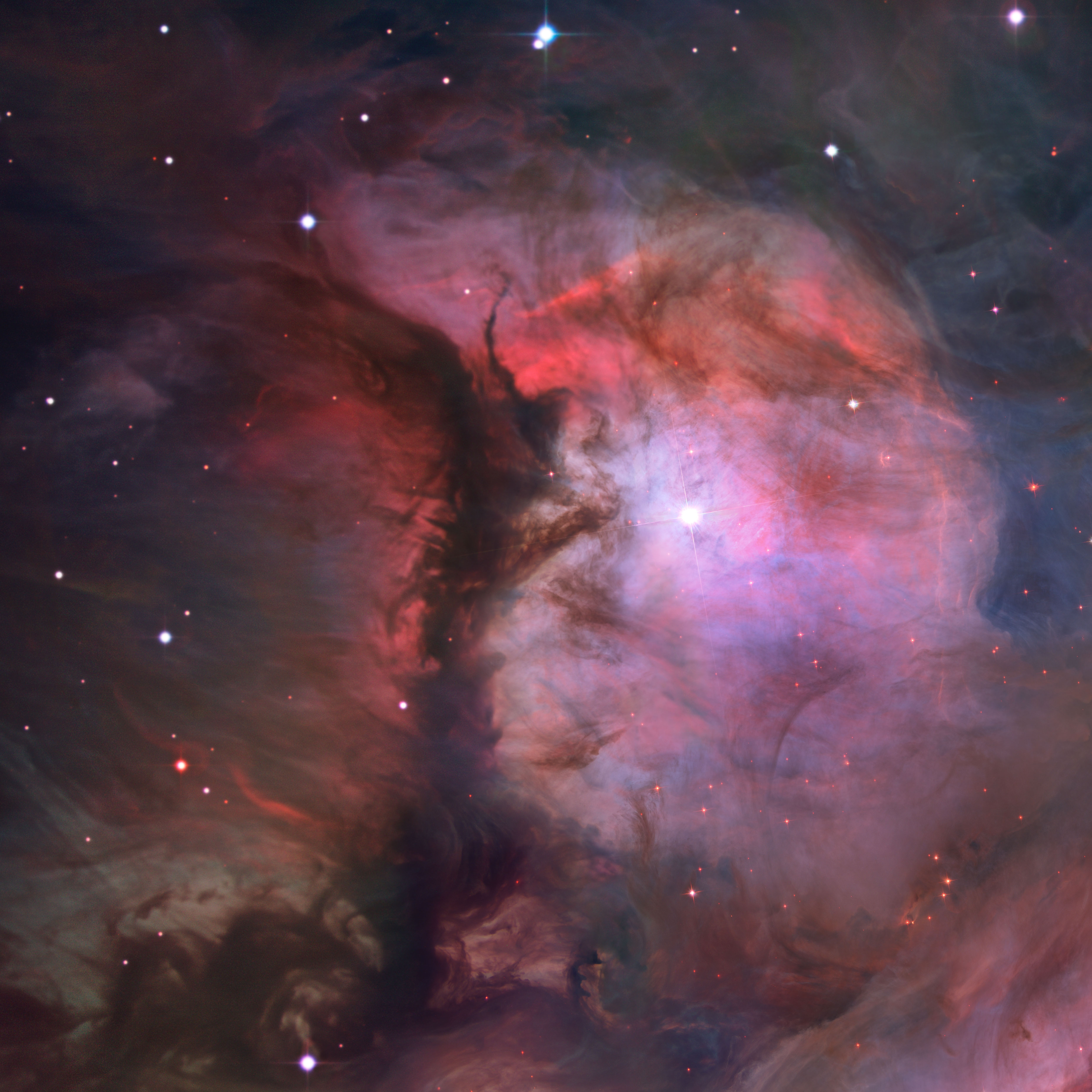
M 43

Ближайший и интереснейший к M 43 объект — «Большая Туманность Ориона» или М42, а вместе с парой M 42/43, долгими зимними вечерами обычно наблюдают следующие объекты из каталога Мессье:
- M 78 — комплекс довольно ярких отражательных туманностей на северо-северо-восток от ξ Ori (восточной звезды «пояса Ориона»);
- M 79 — редко наблюдаемое шаровое скопление в Зайце (в «ногах» Ориона, далеко на юг от M 42/43);
- M 50 — красивое рассеянное скопление (в Единороге, на восток от M 42/43);
- M 41 — ещё одно, яркое скопление (в Большом Псе, на юго-восток от M 42/43).

#### Последовательность наблюдения в «Марафоне Мессье»
…M 79 → M 42 → M 43 → M 78 → M 45…